# Bila Tserkva
Bila Tserkva (ucraïnès: Бiла Церква, o "Església Blanca", rus: Белая Церковь, Bélaia Tsérkov) és una ciutat al riu Ros a l'óblast de Kíiv a Ucraïna central, a una vuitantena de km al sud de la capital nacional, Kíiv. Bila Tserkva és el centre administratiu del districte de Bilotserkivskyi, Bila Tserkva és una ciutat subordinada directament a les autoritats de l'óblast més que a l'administració del raion, ubicat a la mateixa ciutat. La ciutat és la seu de la fàbrica de pneumàtics per a automòbils "Rosava" i de l'equip de futbol FC Ros Bila Tserkva. El Ros és un equip de les divisions inferiors de la lliga ucraïnesa de futbol.
Entre les construccions de la ciutat hi ha el mercat cobert (1809-1814) i el complex de construccions pal·ladianes de fusta (1825-1831). També hi ha construccions de fusta del "Palau d'Hivern" de Branickis i l'assemblea nobiliària del districte. L'església de Sant Nicolau va ser començada en 1706 però finalitzada recentment en 1852. La catedral ortodoxa de la Transfiguració Salvadora va ser construïda en 1833-1839, mentre que l'església catòlica data de 1812. El parc enjardinat d'"Alexandria" de 2 km² és a Bila Tserkva. Va ser fundat el 1793 per l'esposa del hetman Franciszek Ksawery Branicki.

## Història

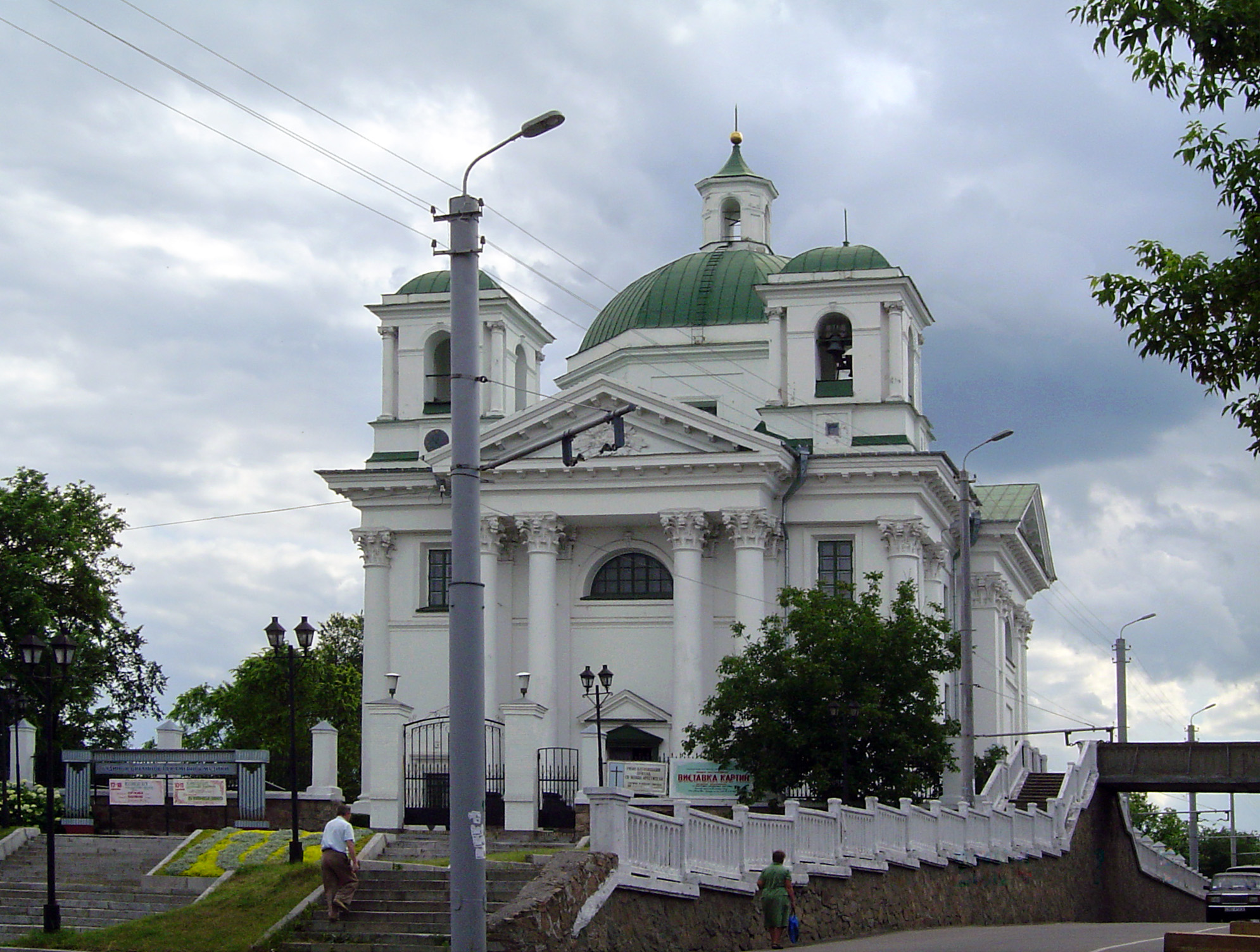
L'"Església blanca" de Bila Tserkva

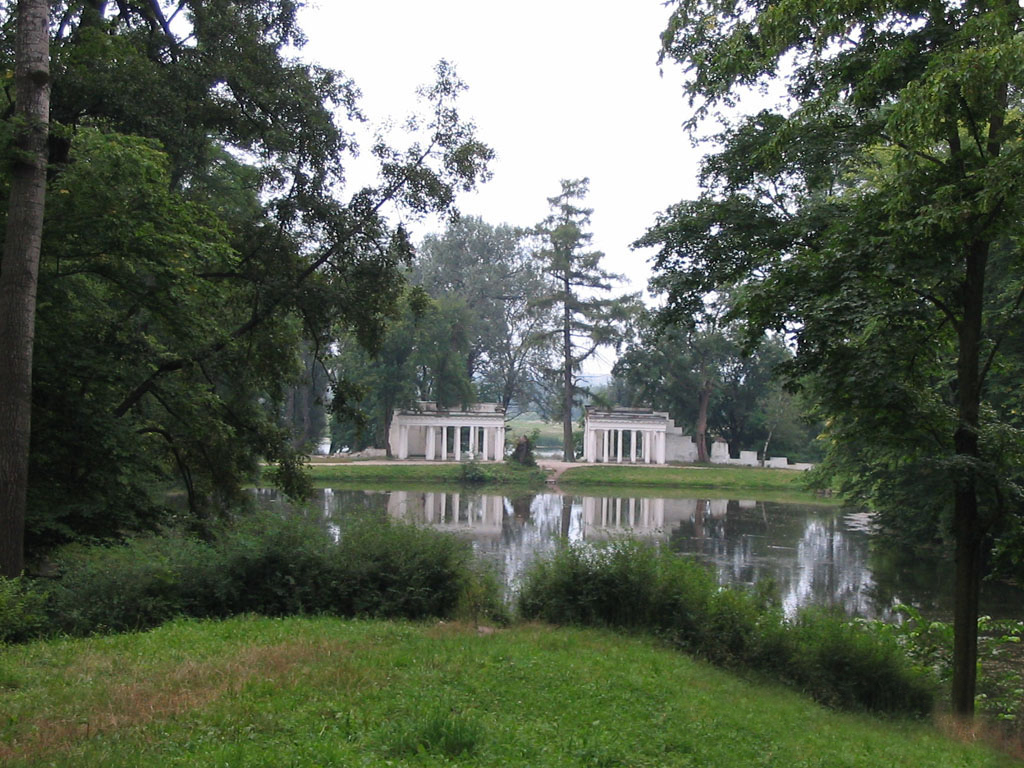
Vista de les anomenades Ruïnes i del Llac Laznevogo de l'històric parc enjardinat d'"Alexandria".

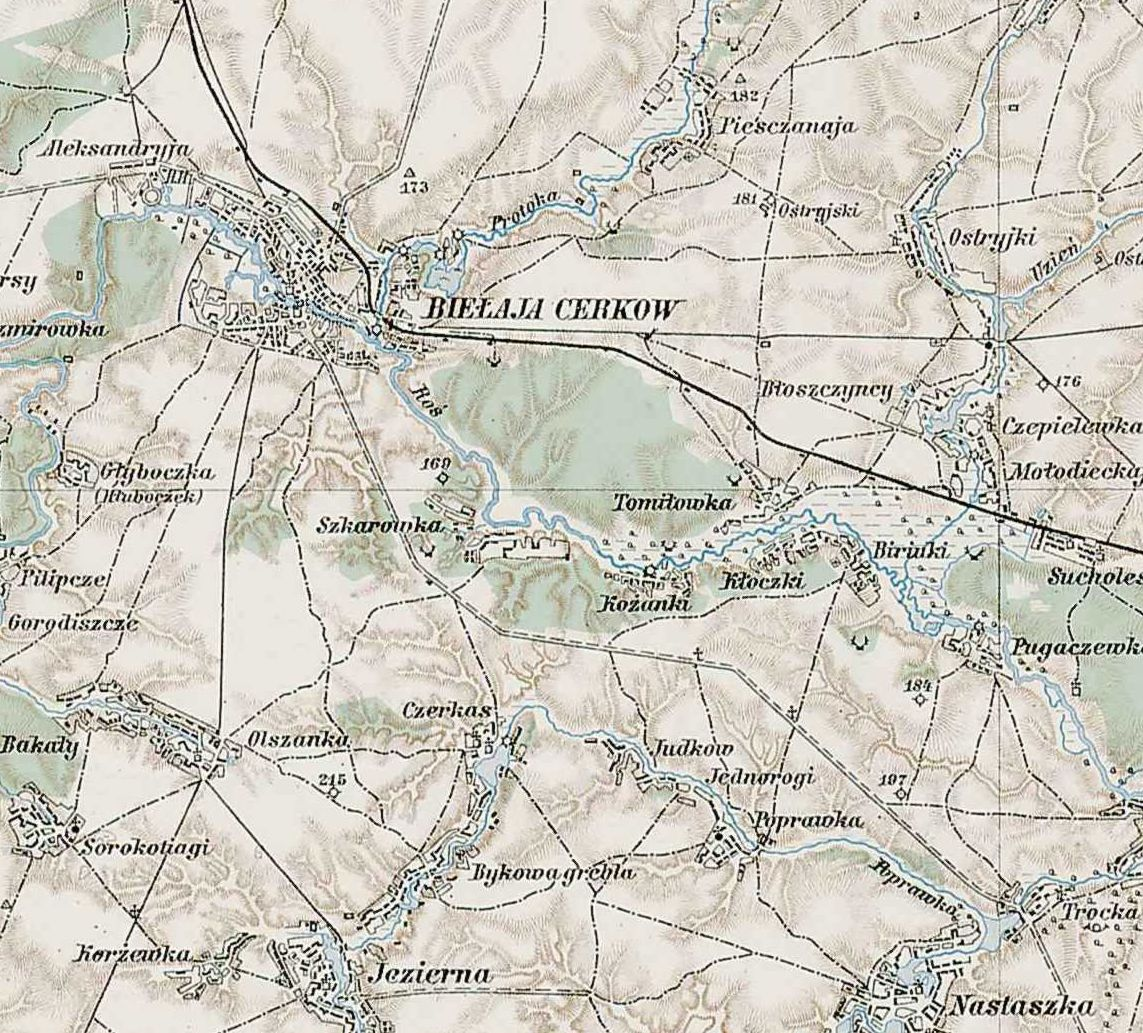
Bila Tserkva, Oleksandriia i els pobles circumdants en 1889

La ciutat va ser fundada el 1032 com a Iúriev per Iaroslau el Savi, el nom cristià del qual era Iuri. El nom actual de la ciutat, literalment traduït, és "Església Blanca" i pot referir-se a la (ja no existent) catedral pintada de blanc de la Iúriev medieval.
Des 1363 va pertànyer al Gran Ducat de Lituània, i des del 1569 a la Mancomunitat de Polònia-Lituània. El dret de Magdeburg li va ser decretat el 1620 per Segimon III Vasa. El tractat de pau entre la Mancomunitat de Polònia-Lituània i els rebels cosacs ucraïnesos de Bohdan Khmelnitski va ser signat aquí a 1651.
Després de la Tercera Partició de Polònia el 1795 Bila Tserkva va formar part de la Rússia Imperial. Va ser un important mercat en el segle xix. Després de 1861, les autoritats tsaristes van convertir l'església catòlica en una església ortodoxa. Durant els temps de la Unió Soviètica va esdevenir un gran centre industrial (construcció de màquines, indústria de la construcció).
Durant la Segona Guerra Mundial, Bila Tserkva fou ocupada per l'exèrcit alemany des del 6 d'agost de 1941 al 4 de gener de 1944. L'agost del 1941 fou l'escenari de la massacre de Bila Tserkva.
Durant la Guerra Freda, la ciutat va ser seu de la 72a Divisió de Fusellers Motoritzada Krasnograd i del 251è Regiment Instructor d'Aviació de Bombardeig Pesat de l'Aviació de Llarg Abast.

## Gent famosa
- David Bronstein, Gran Mestre Internacional i escriptor.
- Ivan Kozlovski, tenor líric lleuger
- Ivan Mazepa, Hetman dels cosacs
- Liudmila Pavlitxenko, franctiradora soviètica de la Segona Guerra Mundial
- Aleksandr Medved, famós lluitador soviètic / belarús.
- Yuri Línnik, matemàtic soviètic
- Shmuel Yerushalmi, poéta israelià
- Artur Dmítriev patinador artístic sobre gel rus